# Nigel Oakes
Nigel John Oakes, né en juillet 1962, est un homme d'affaires britannique, notamment connu pour avoir été fondateur et PDG et du Groupe SCL (SCL Group, anciennement connu sous le nom de Strategic Communication Laboratories), qui est la société-mère de la société anglaise Cambridge Analytica, et de sa sœur canadienne AggregateIQ ; Ces deux entreprises antérieurement discrètes, ont été mises en lumière dans le cadre du scandale des données Facebook-Cambridge Analytica / AggregateIQ impliquant l'utilisation abusive de données.
Depuis le début des années 1990, les entreprises d'Oakes, opérant sous divers noms, ont été utilisées pour influencer le résultat d'élections, de référendums ou l'opinion publique, dans les pays en développement mais aussi au Royaume-Uni et aux États-Unis. Avec le début de la « Guerre contre le terrorisme », elles ont aussi été engagées par l'armée britannique, et parfois au sein de l'Otan (comme prestataire de formations).
Oakes était avant cela connu pour avoir été le second petit ami de Lady Helen Windsor (dans les années 1980).

## Jeunesse

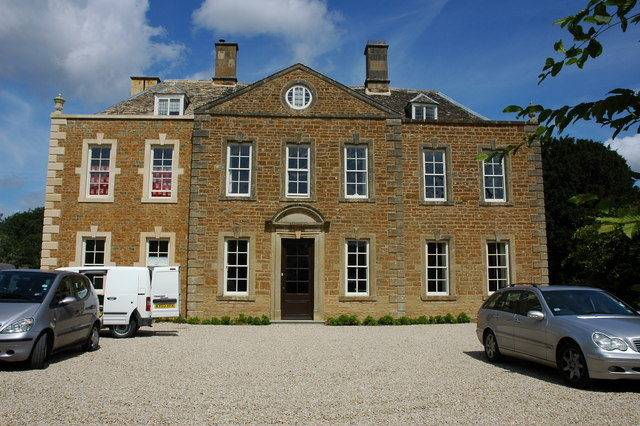
La maison Whichford à Whichford, Warwickshire, classée (au grade II)*, achetée dans les années 1980 par son père John Waddington Oakes,,.

Nigel Oakes est né en juillet 1962, dans une famille de la gentry foncière anglaise ; son père, le major John Waddington Oakes était en 1996 haut shérif du Warwickshire et son arrière-grand-père était le révérend Beilby Porteus Oakes, l'un descendant de l'évêque Beilby Porteus.
Nigel Oakes est le frère aîné  d'Alexander Waddington Oakes, qui a aussi été  cadre chez SCL Group / Cambridge Analytica.

## Études
Nigel Oakes a fréquenté l'élitiste Eton College.
Il a affirmé sur le site Web SCL (maintenant disparu) avoir étudié la psychologie à l'University College London (UCL). Un porte-parole de l'université a déclaré que les archives de l'Université n'ont pas de traces de son passage. Alexander Nix (proche de Nigel Oakes, ancien directeur de SCL) a déclaré qu'Oakes avait fréquenté l'UCL "à titre personnel" ,.

## Carrière
Oakes a d'abord été responsable d'une discothèque mobile, puis il a travaillé dans la publicité (pour Saatchi & Saatchi),
En 1992, Oakes lors d'une interview donné à une revue spécialisée qui l'interrogeait sur  son travail expliquait : «Nous utilisons les mêmes techniques qu'Aristote et Hitler (...) Nous appelons les gens à un niveau émotionnel, pour les amener à être d'accord à un niveau fonctionnel " 
En 2000, sa société « Behavioral Dynamics » était basée à Jakarta, en Indonésie, où il travaillait comme consultant pour améliorer l'image du président Abdurrahman Wahid qui devait alors faire face à des allégations de fraude financière,.
En 2005, Oakes a co-fondé le groupe londonien SCL (anciennement Strategic Communication Laboratories), avec son jeune frère Alexander Oakes, et avec Alexander Nix (décrit comme un playboy de polo dont le père Paul David Ashburner Nix est également devenu un investisseur dans l'entreprise),
En 2013, SCL crée deux filiales : 
1. Cambridge Analytica,
2. AggregateIQ

Toutes deux visent à proposer d'avantager leurs clients lors d'élections, sondages ou référendums, par un ciblage précis d'électeurs-clé ou d'une partie déterminante de l'opinion publique, et par des moyens de manipulation inspirés de ceux de la guerre psychologique. Cambridge Analytica est dirigée par son compatriote, ancien étonien Alexander Nix, qui sera aussi administrateur de SCL durant 14 ans.
En 2016, La société a été engagée dans les campagnes de Ted Cruz et Donald Trump lors de l'élection présidentielle américaine de 2016 et elle a travaillé sur des dizaines d'autres élections aux États-Unis au cours de son existence.
En 2017, dans le contexte de la mise en faillite de Cambridge Analytica et de sa société-mère, le Groupe SCL Nigel John Oakes (fondateur de SCL), à la suite du scandale Facebook-Cambridge Analytica/AggregateIQ révélé par plusieurs lanceurs d'alerte ; avec d'anciens employés de Cambridge Analytica et du Groupe SCL crée (en août, au Royaume-Uni) Emerdata (Emerdata Limited), une société qui récupèrera aussi les actifs de Cambridge Analytica,,.
En 2018, la société crée par N. Oakes, se déclare en faillite Cambridge Analytica a affirmé avoir utilisé des « pièges à miel », des « piqûres de corruption » et des prostituées, entre autres tactiques, pour influencer plus de 200 élections dans le monde pour ses clients,.

## Vie privée
Oakes s'est d'abord fait connaitre comme second "petit ami sérieux" de Lady Helen Windsor, et parce qu'il « a consterné la reine » après que Lady Helen l'ait introduit clandestinement dans la maison de ses parents  (York House, St James's Palace),,,.